# Compsodrillia duplicata
Compsodrillia duplicata é uma espécie de gastrópode do gênero Compsodrillia, pertencente à família Pseudomelatomidae.